# Spitalkirche zum Heiligen Geist (Meran)

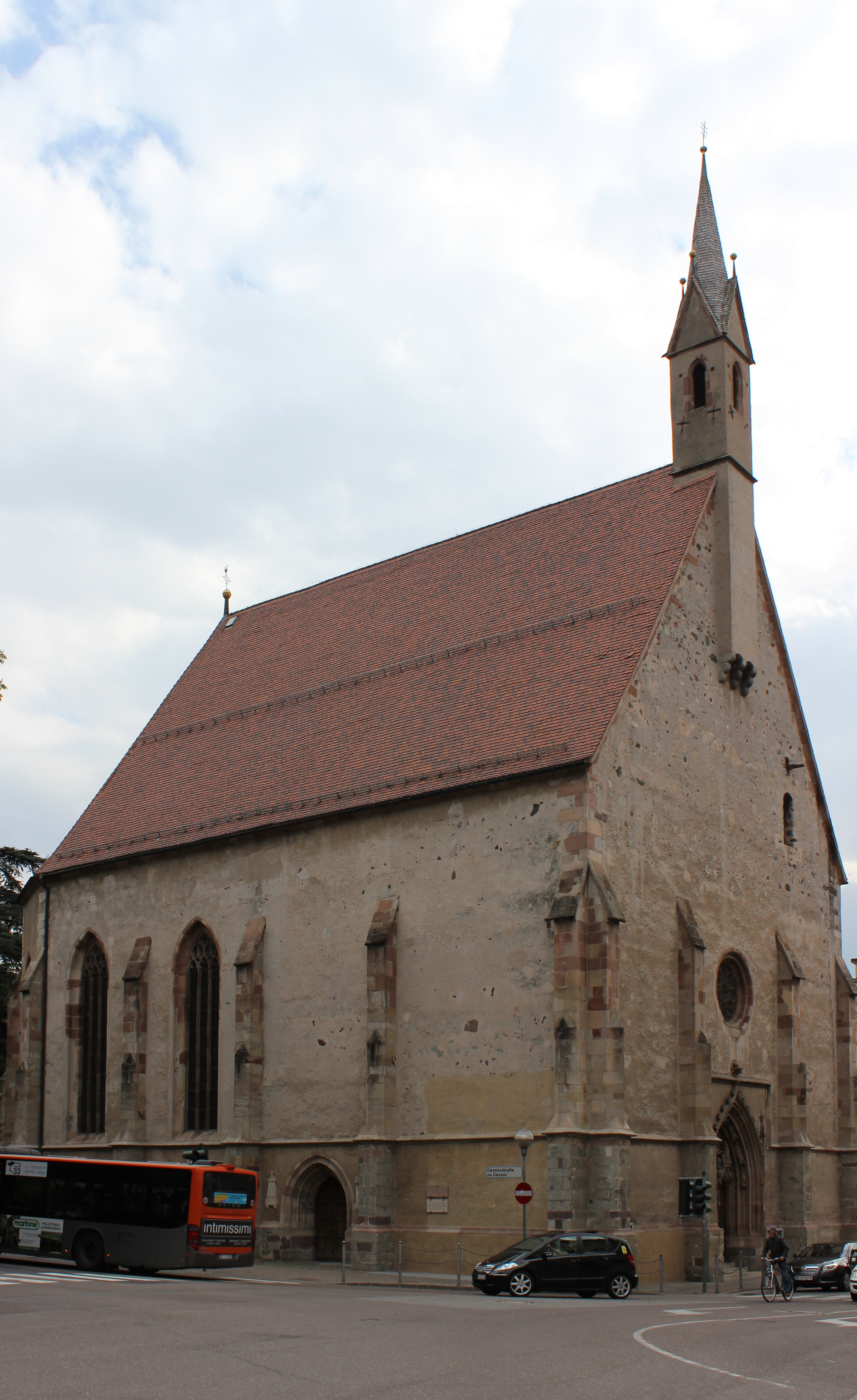
Die Spitalkirche in Meran

Die Spitalkirche zum Heiligen Geist (italienisch Chiesa di Santo Spirito) ist eine römisch-katholische Pfarrkirche in Meran. Sie befindet sich in Untermais neben der Passer am Beginn der Romstraße. Die spätgotische Hallenkirche zählt zu den bedeutendsten Bauwerken der Stadt und steht seit 1949 unter Denkmalschutz. Der Kreuzweg im flämischen Stil stammt von Benedikt Schinle (1859–1927).

## Geschichte

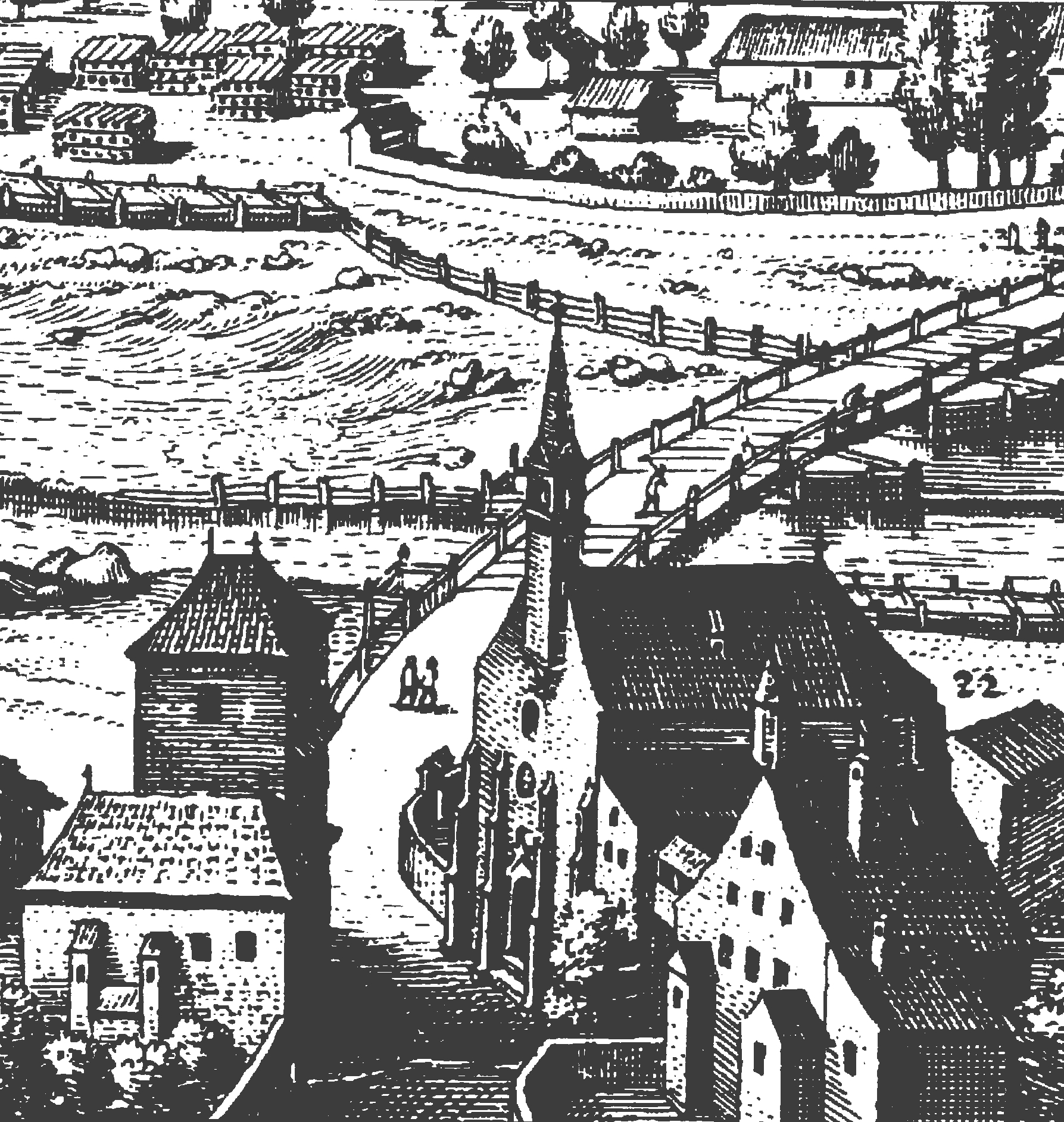
Die Spitalkirche in Matthäus Merians Topographia Germaniae von 1649 mit dem südlich vorgelagerten Spitalbau (1939 abgerissen)

Außerhalb des historischen Stadtkerns und der Stadtmauern von Meran, südlich des Brückenkopfs der Passer an der Landstraße nach Bozen gelegen, ließ 1271 Graf Meinhard II. von Tirol-Görz ein Spital und die dazugehörige Spitalkirche errichten, die dem Heiligen Geist geweiht war. Diese erste Kirche fiel der großen Überschwemmung des Jahres 1419 nach dem Ausbruch des Kummersees zum Opfer und wurde fast vollständig zerstört, während das Spital selbst 1428 als „spytal an Meran“ in einer Terlaner Urkunde aufscheint. Von 1448 bis 1455 fungierte Dionysius Heidelberger, der Sekretär und Kaplan Herzog Sigmunds von Österreich-Tirol, auch als Kaplan des Hl.-Geist-Spitals. 1468 wird die Einrichtung in einer Meraner Aufzeichnung als „spital auffem Rain in Maiser pfarr gelegen“ bezeichnet. Herzog Sigmund ließ den neuen Kirchenbau errichten, der 1483 geweiht wurde. An die verheerende Überschwemmung erinnern Steinblöcke vor der Kirche und Fresken im Inneren, die die Katastrophe darstellen. 1951 wird die Kirche italienischsprachige Stadtpfarre.
Das Spital selbst wurde bis 1905 noch als solches  genutzt, im selben Jahr übernahm der Neubau des Meraner Krankenhauses dessen Funktion. Das Gebäude wurde 1939 abgerissen, um für den rationalistischen Neubau einer Casa del Fascio, Sitz des örtlichen Ablegers der Faschistischen Partei Italiens, Platz zu machen.

## Gebäude

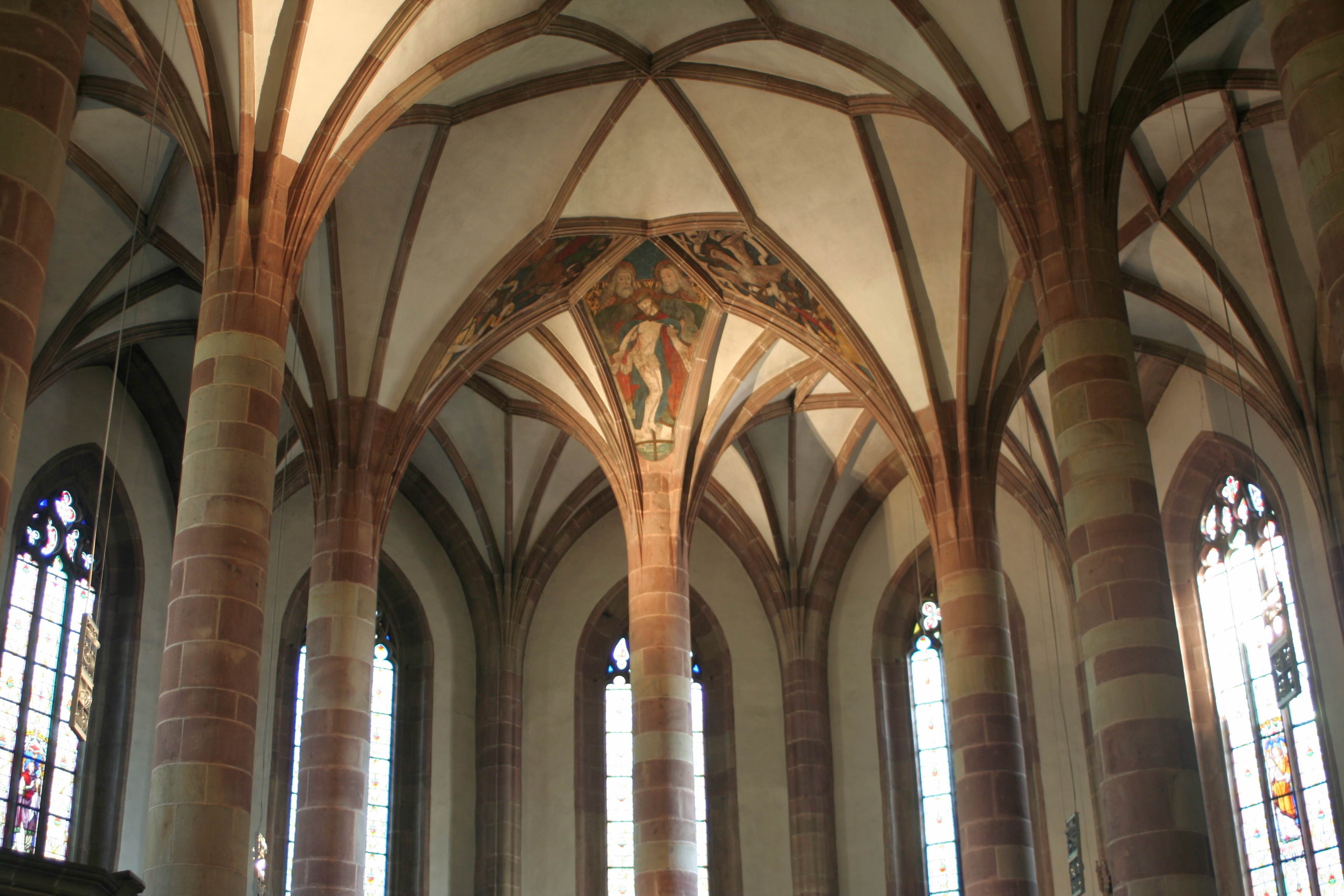
Kircheninneres, Gewölbe und Säulen im Chor

Der Innenraum des Kirchengebäudes wird durch vier Strebepfeiler gegliedert. Die Fassade, die von einem Dachreiter bekrönt ist, wird vom schönen gotischen Portal dominiert. Es ist durch einen Pfeiler, an dem sich eine Madonnenstatue befindet, in zwei Hälften geteilt. Darüber im Bogenfeld ist das Relief der heiligen Dreifaltigkeit in Form eines Gnadenstuhls zu sehen, die von zwei Stifterfiguren flankiert wird. An der südlichen Außenwand befindet sich das Fresko einer Kreuzigungsgruppe (um 1450) von Ambrosius Gander.
Das Innere stellt den Typus einer dreischiffigen Hallenkirche dar. Mehrere Säulen tragen ein Sternrippengewölbe. Bemerkenswert sind der zehneckige Umgangschor mit einem Fresko der Dreifaltigkeit sowie die barocke Orgel der Kirche.

## Galerie

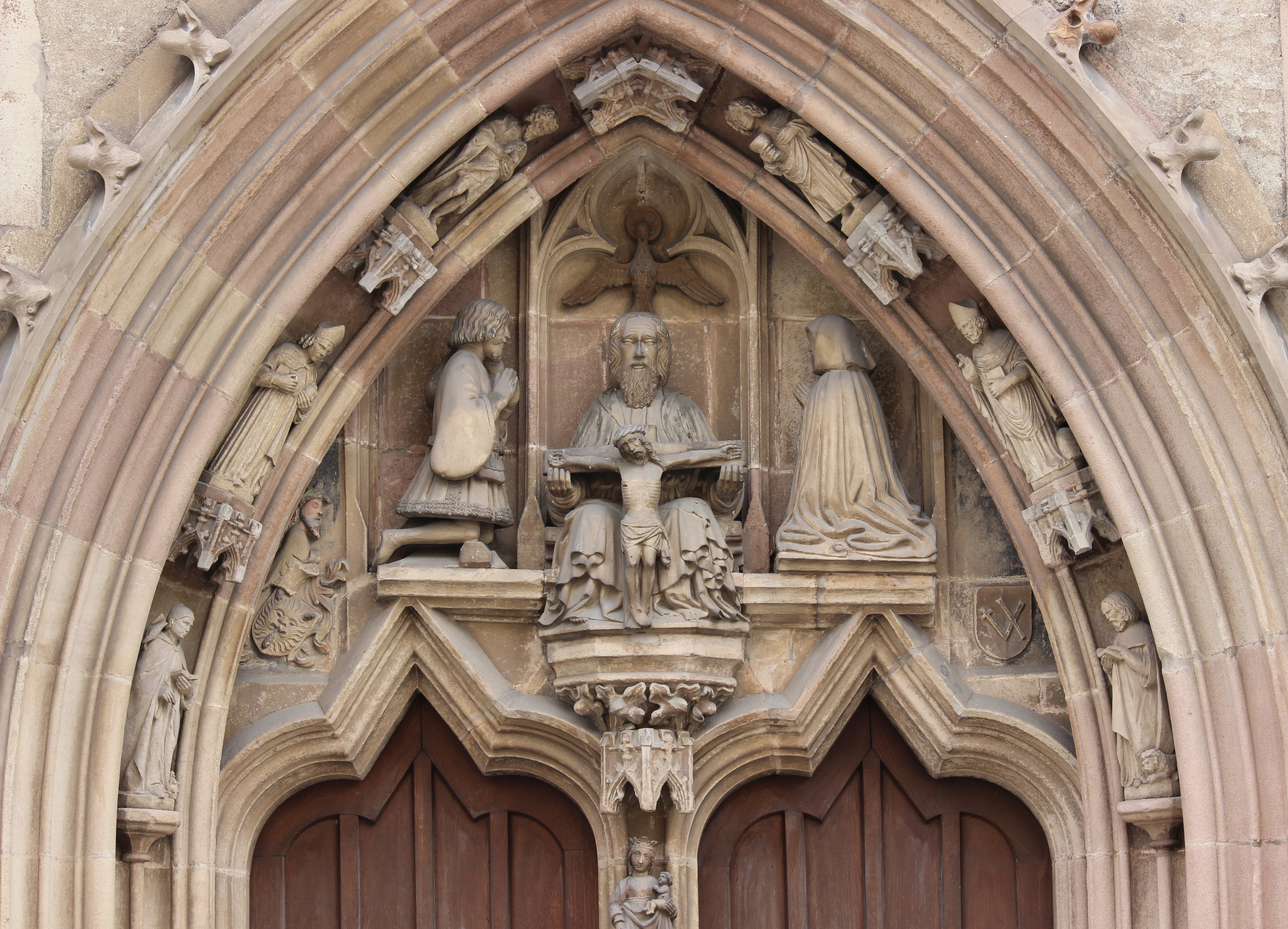
Tympanon des Westportals mit Gnadenstuhl und Stifterpaar
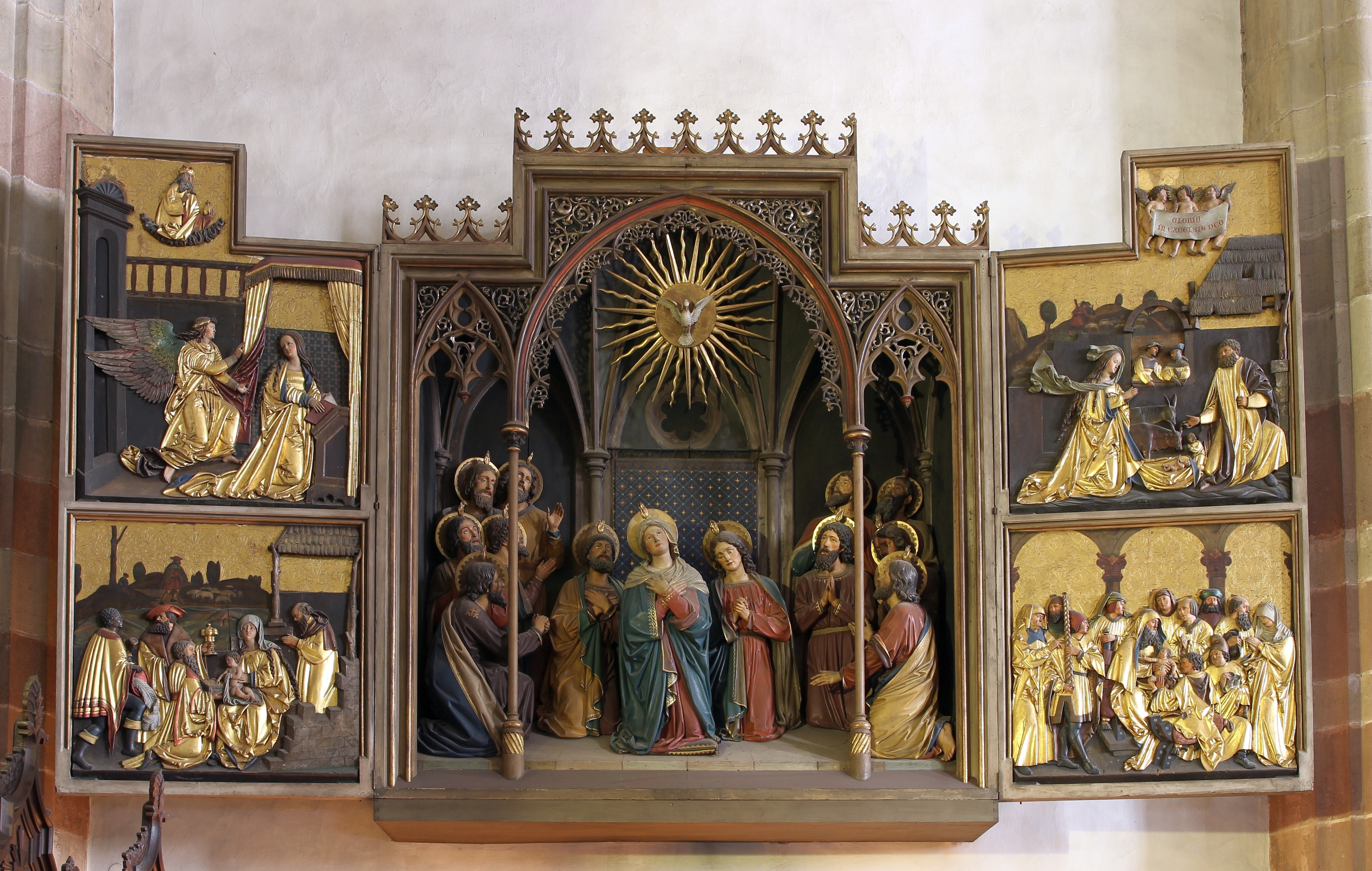
Neugotischer Pfingstaltar von Franz Xaver Pendl mit spätgotischen Flügelreliefs von Jörg Lederer
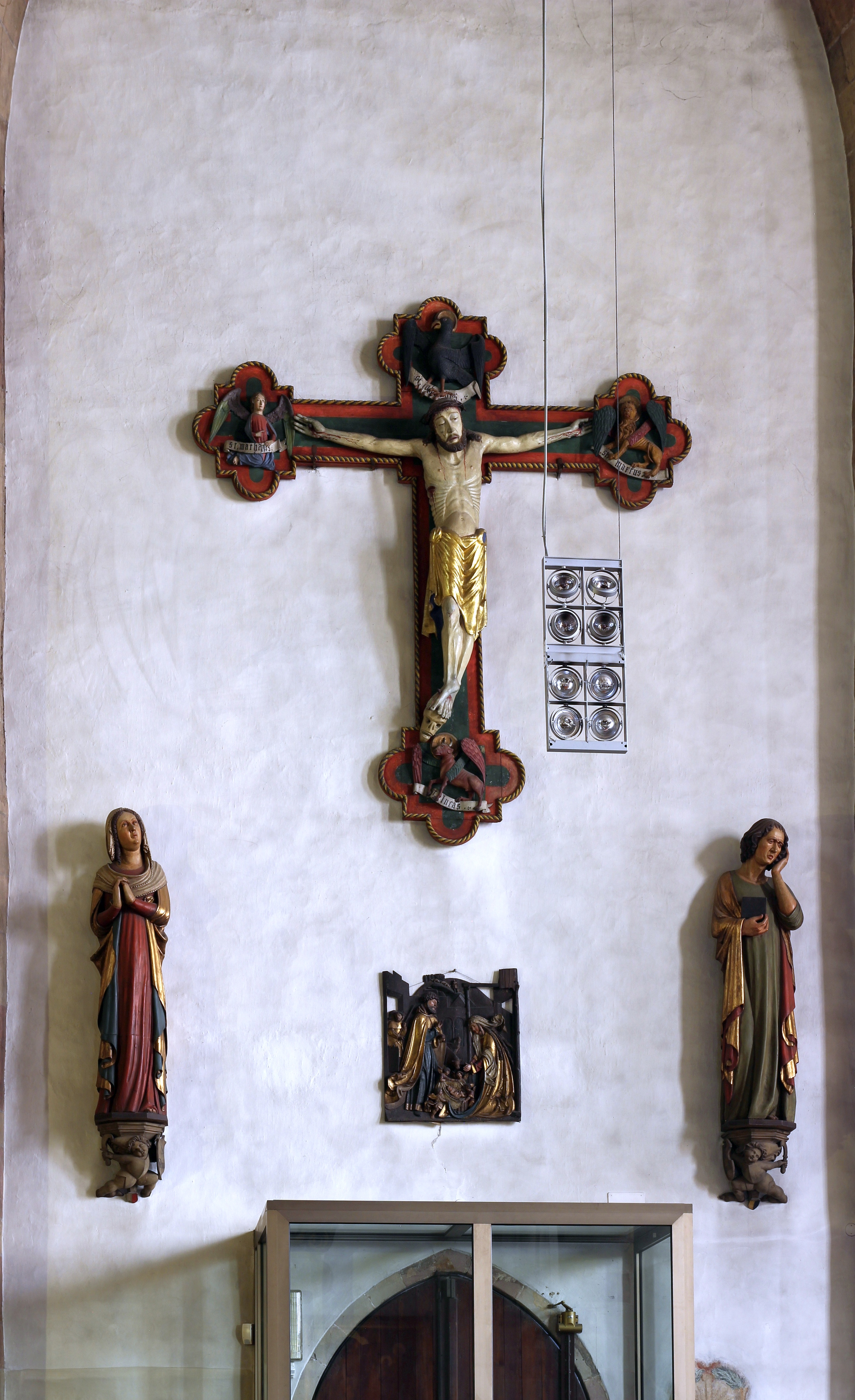
Kreuzigungsgruppe: Kruzifix (um 1270) und Assistenzfiguren (um 1330)
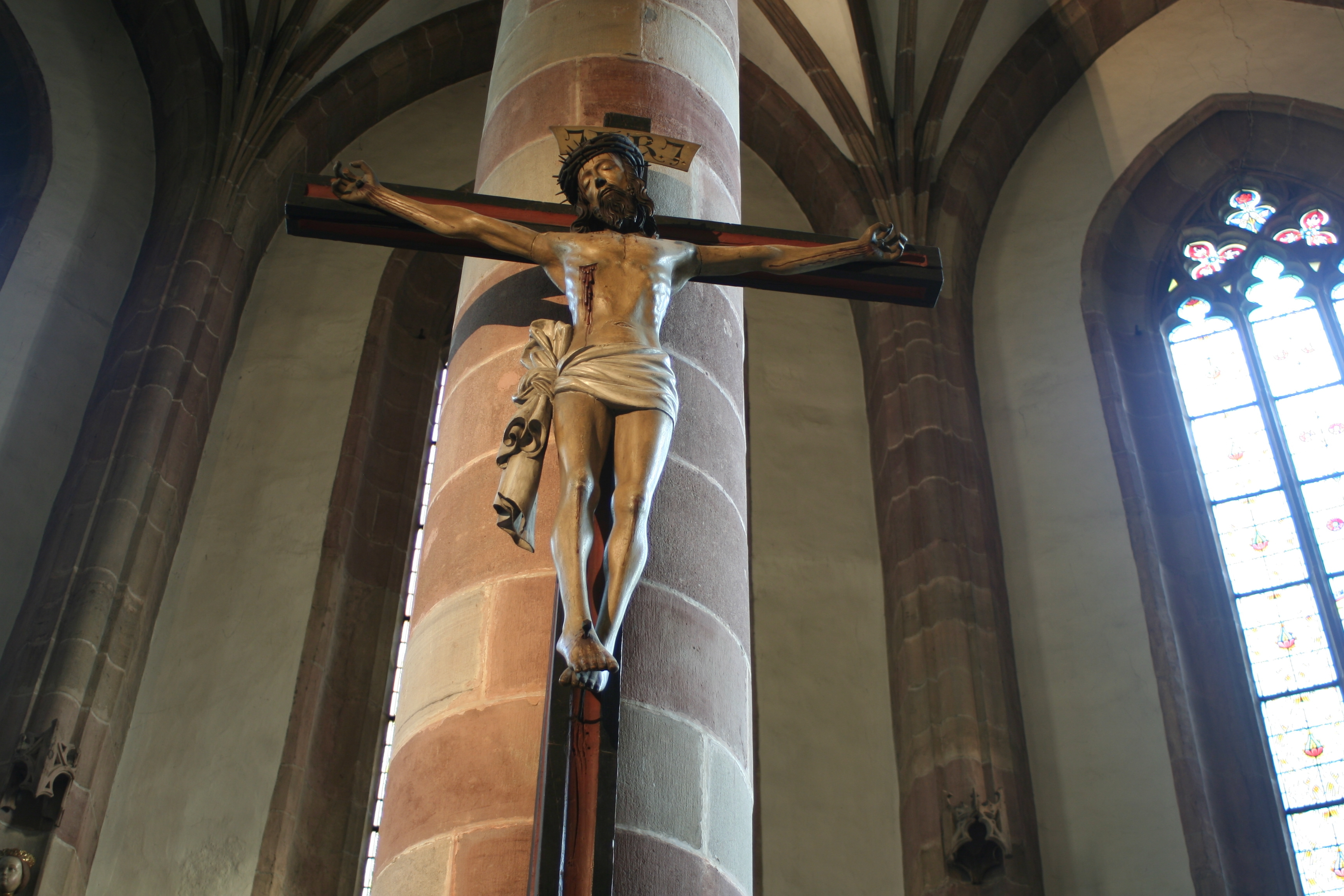
Altarkreuz (1520)
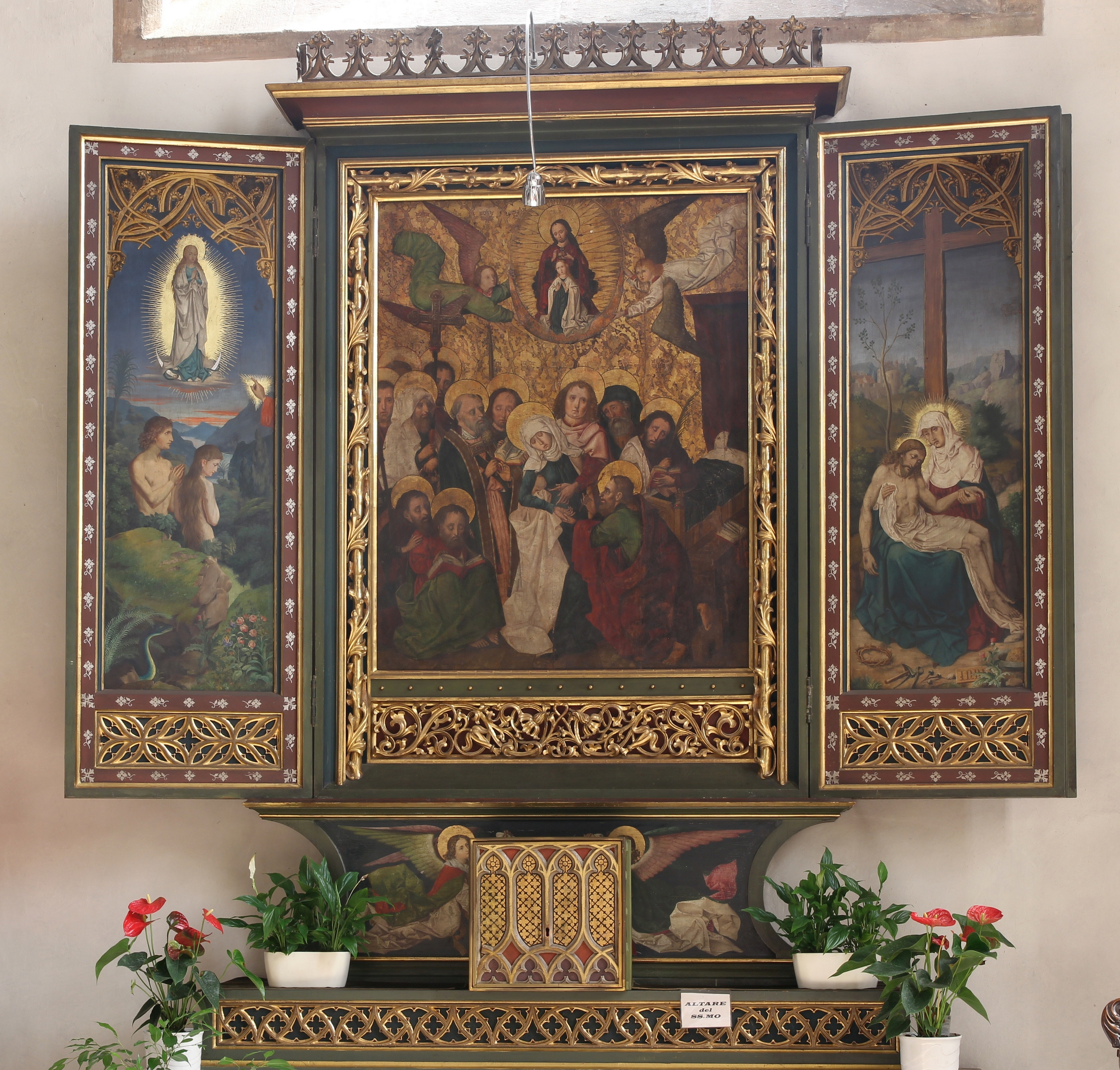
Marientod-Altar im Stil der Renaissance (16. Jahrhundert)